# 新郭勒
新郭勒，位于中华人民共和国内蒙古自治区东部锡林郭勒盟西乌珠穆沁旗境内的一条内陆河，发源于巴拉格牧场布格图山（布格贺山），蜿蜒向西北，流经乌兰哈拉嘎苏木萨如拉图雅嘎查，于新高勒嘎查以北转北流，经乌兰哈拉嘎苏木政府驻地乌兰哈拉嘎庙社区、达布希勒图嘎查、阿日胡舒嘎查、额仁淖尔嘎查等地后注入额仁诺尔。河长126.3平方千米，流域面积2811.81平方千米。干流在达布希勒图嘎查以上有清水或间歇水，以下基本是干河，河床不明显，沿岸有宽约1千米的沼泽地。大水年份，河水汇入达布斯图诺尔（意为“盐湖”），经该湖调节后，最后注入额仁诺尔。